# Gustaw Manteuffel

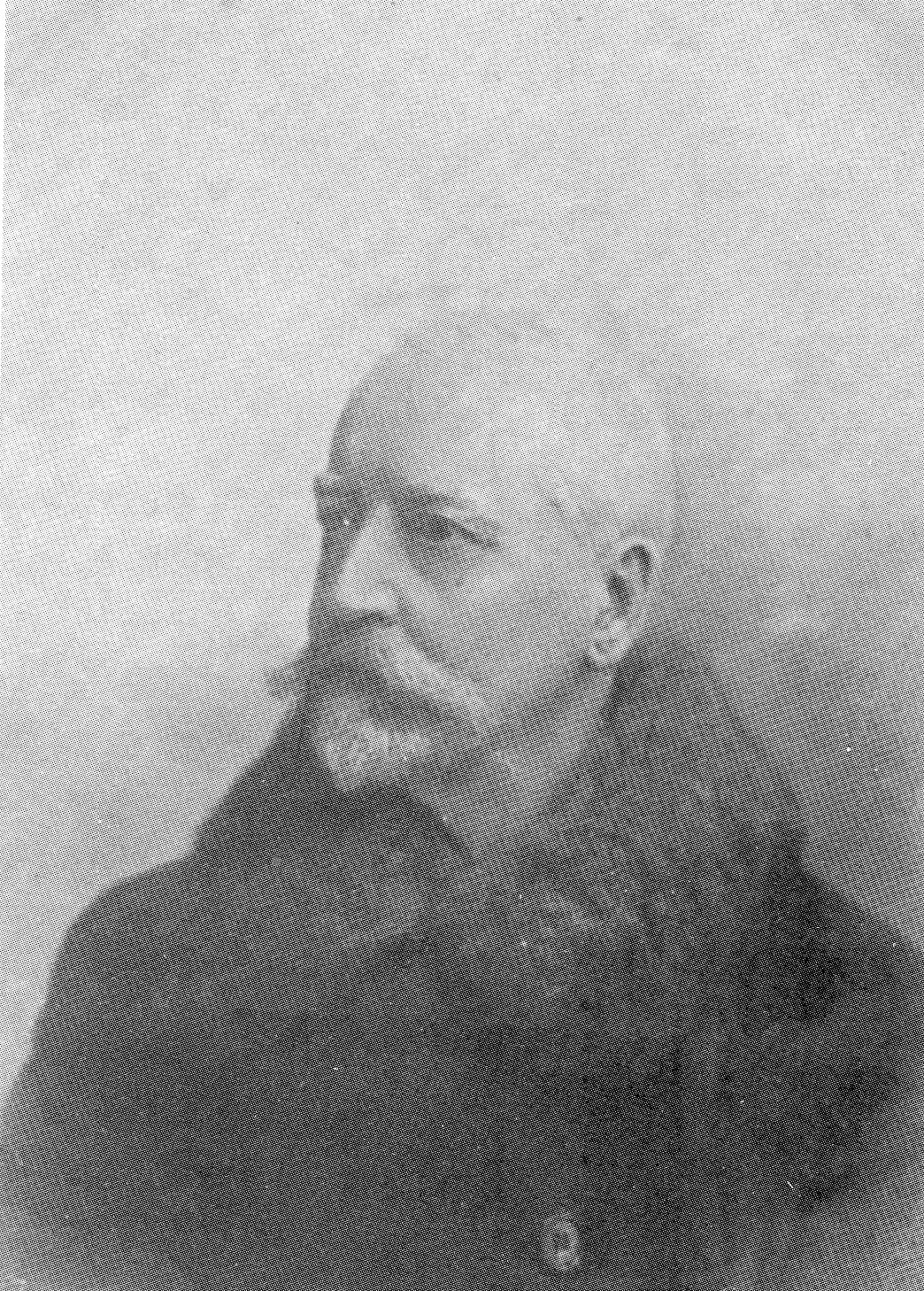
Gustaw baron Manteuffel-Szoege (1832-1916)

Gustaw Manteuffel, właściwie Felician Nicolai baron Manteuffel-Szoege (ur. 6 listopada?/18 listopada 1832 w Drycanach, w powiecie rzeżyckim, Łatgalia, zm. 11 czerwca?/24 czerwca 1916 w Bonifacowie w powiecie lucyńskim) – polski historyk i etnolog, krajoznawca, z wykształcenia prawnik. Baron pochodzący z inflanckiej rodziny Manteufflów z inflancko-niemieckiego rodu Soie (Zoge, potem Szoege).

## Życiorys
Urodził się 18 listopada 1832 roku w Drycanach, będąc drugim z czterech synów Jakuba Manteuffla herbu własnego i Marii z domu von Ryck. Ród Manteuffelów pochodził z Pomorza Zachodniego, a na tereny należące do Zakonu kawalerów mieczowych przybył w XIII wieku. Ta gałąź rodu Manteuffel w 1620 roku została wpisana do Kurlandskiej Izby Rycerskiej (Kurlandische Ritterbank) do pierwszej klasy, pod numerem drugim. Matka Manteuffela pochodziła ze spolonizowanej rodziny von Rycków (Ryków).
Do 15. roku życia uczył się w domu, a jego naukę nadzorowała matka, dbając o wychowanie syna w duchu polskim i katolickim. Następnie ukończył niemieckojęzyczne gimnazjum w Mitawie. W 1852 roku rozpoczął studia prawnicze na uniwersytecie w Dorpacie, kończąc je w 1856 roku. W czasie studiów (1855) przyjęty w poczet członków najstarszej polskiej korporacji akademickiej Polonia, z którą utrzymywał kontakt przez całe życie. W 1859 uzyskał tytuł magistra na podstawie rozprawy Darstellung der wölkerseerechtlichen Grundsätze über die Blockade (wyd. Dorpat 1860).
W tym czasie zaczął zamieszczać recenzje muzyczne w lokalnej prasie („Dörptsche Zeitung”, „Rigasche Zeitung”), próbował też sam komponować. Zainteresowania muzyczne sprawiły, że zebrał i opublikował łotewskie pieśni ludowe; zbiór Lettische Volkslieder gesammelt in der Gegend von Kraslaw im Dünaburgschen von Comtesse Celine Plater und in der Gegend von Dritzan im Rositenschen von Baron Gustaw Manteuffel ukazał się w „Magazin der lettisch-literärischen Gesellschaft” (Mitawa, 1869, t.XIV, z.2, s.162–206) i był pierwszą znaczącą pracą popularnonaukową Manteuffela.
Badania terenowe zwróciły uwagę Manteuffela na wschodnią odmianę języka łotewskiego, jakim posługiwała się katolicka ludność Łatgalii, czyli tzw. dialekt łatgalski. Stał się jednym z kodyfikatorów pisanej odmiany tego dialektu, publikując w nim teksty dydaktyczne Swetiszona gorejga sâtas (wyd. M. Orgelbrand, Wilno 1861), modlitwy i pieśni religijne Pilniga gromota Lyugszonu (Dorpat 1870), kalendarze Inflantuziemies Łajkagromata uz 18... godu (Riga 1861-65 i 1868–1870, Dorpat 1866-67), fragmenty Biblii Nutykszonas Biblias (wyd. H. Laakmann, Dorpat 1860 i 1861), a nawet broszury antyalkoholowe Kû sieukuram tyci gam barnam musu Katoliszkas Baznicas wajaga darejt tagodejus łajkûs kur tik daudz dzierdim runo jut ap dzierszonu un nadzierszonu brandwîna? (H. Laakmann, Dorpat 1860). Przełożył także na łatgalski oficjalną broszurę rządu carskiego o uwłaszczeniu chłopów, wydrukowaną w 1862 roku w Petersburgu pod tytułem Nulikszonas ap ziemnikim izgojuszym nu dzymtigas pidareszonas; cały jej nakład (1000 egz.) został zniszczony w wyniku pożaru Ministerstwa Spraw Wewnętrznych w Petersburgu w maju tego samego roku.
Manteuffel wydawał różnego rodzaju publikacje w języku łatgalskim do 1871 roku, kiedy to w guberni witebskiej został wprowadzony całkowity zakaz druku czcionką łacińską. W 1881 opublikował jeszcze w Poznaniu pieśń o św. Donacie pt. Dziśmie ap Swatu Donatu Numucitu (druk. W. Łebińskiego), która była ostatnią pracą Manteuffela w tym języku.
Pierwszą pracą Manteuffla, pisaną już nie z pozycji etnografa amatora i miłośnika folkloru, ale będąca całościowym ujęciem historyczno-kulturowym, była napisana po niemiecku publikacja Polnisch-Livland (Riga 1869). Spotkała się z zainteresowaniem, szczególnie ze strony tych historyków, którzy interesowali się terenami wschodniej Łotwy, np. Augusta Bielensteina. Zwróciła też uwagę Józefa Ignacego Kraszewskiego, który później zaczął namawiać autora na wydanie jej po polsku. Prace przy tłumaczeniu trwały kilka lat, ostatecznie Manteuffl sam napisał całość w języku polskim, znacznie przy tym poszerzając tę publikację. Wydane w Poznaniu Inflanty Polskie poprzedzone ogólnym rzutem oka na siedmiowiekowa przeszłość całych Inflant (1879) były pierwszym poważnym opracowaniem o Inflantach Polskich opublikowanym po polsku. Wstęp do tej pracy napisał Kraszewski, zwracając uwagę na jej nowatorski charakter, także ze względu na ujęcie tematu w wymiarze historyczno-kulturowym.
Publikacja ta była także wyrazem pewnego zwrotu w życiu i pracy Gustawa Manteuffela. Autor wyraźnie zajął w niej stanowisko polskiego patrioty i katolika, a od czasu jej wydania pisał głównie po polsku.
W tym okresie Manteuffel nawiązał bliższą znajomość z Kraszewskim. Pisarz sportretował barona w powieści Stach z Konar, z kolei ten zadedykował mu swoją publikację krajoznawczą Lucyn w Inflantach (Kraków, 1884).
Od początku lat 80. XIX wieku Gustaw Manteuffel zajmował się szerzeniem wiedzy o Inflantach Polskich. Napisał wiele haseł dotyczących tego tematu do Słownika geograficznego Królestwa Polskiego oraz Wielkiej Encyklopedii Powszechnej Ilustrowanej. Namówiony przez Kraszewskiego, regularnie recenzował związane z Inflantami polsko- i niemieckojęzyczne publikacje. Recenzje te ukazywały się przede wszystkim w „Kwartalniku Historycznym”, którego Manteuffel był stałym współpracownikiem. Niektóre z artykułów wydawał jako odrębne publikacje, tworząc w ten sposób kolekcję opisów inflanckich majątków, zamków i miasteczek, będącą obecnie ważnym źródłem historycznym, także z zakresu historii sztuki, heraldyki i krajoznawstwa. Do tych prac należą:
- Lucyn w Inflantach, Kraków 1884[6]
- Piltyń i archiwum piltyńskie, Warszawa 1884[7]
- Słupi Róg i jego stosunek do poezji ludowej Łotyszów naddźwińskich, Kraków 1885
- Ruiny i przeszłość warowni Felińskiej, „Kłosy” 1885, t. XLI
- Zamek Kryżbork w guberni witebskiej, „Kłosy” 1886, t. XLII
- Ruiny i przeszłość Kokenhuzy, „Kłosy” 1887, t. XLV”
- Wolkenberg w Inflantach, „Biblioteka Warszawska” 1887, t. IV, z. 3.
- Krasław w Inflantach Polskich, Warszawa 1901.

Po „Inflantach Polskich” ukazała się następna większa publikacja książkowa pt. „Listy znad Bałtyku” (Kraków 1889). Stanowi ona zebrane w książkę listy Manteuffla publikowane w krakowskim „Przeglądzie Powszechnym” na początku jego powstania, czyli w latach 1885–1888. Jest to cykl artykułów poglądowych, reportaży i szkiców folklorystycznych, ukazujących historię i kulturę Łotwy w pierwszej części głównie z perspektywy jej pierwotnych mieszkańców. Obie książki nawzajem się uzupełniają: narracja w „Inflantach Polskich” prowadzona jest wyraźnie z polonocentrycznej perspektywy, podczas gdy „Listy znad Bałtyku” uruchamiają odmienny, łotewsko-estoński, ale także rycersko-zakonny i niemiecki punkt widzenia. W obu widoczny jest sumienny zamiar przedstawienia szerokiej publiczności regionu, o którym wiedza powszechna wydaje się co najmniej niewystarczająca.
W tym samym czasie, czyli w II połowie lat 80. XIX wieku Manteuffel przygotowywał inne syntetyczne dzieło o Inflantach pt. Terra Mariana 1186-1888. Była to sporządzona w jednym egzemplarzu, przepyszna pod względem estetycznym praca wieloosobowego zespołu, w którym Gustaw Manteuffel był pomysłodawcą, autorem łacińskiego tekstu oraz koordynatorem całości, a także głównym sponsorem dzieła (koszty wyniosły 11500 rubli). Oprawiony w białą skórę spory wolumin został wręczony w 1888 r. papieżowi Leonowi XIII z okazji 50-lecia posługi kapłańskiej. Tekst zawiera kolorowe rysunki m.in. 48 zamków i ruin zamkowych, 29 kościołów oraz 66 herbów rodów rycersko-inflanckich, a wszystko to uzupełnia tekst przedstawiający w skrócie kilka wieków historii całych Inflant, włącznie z Estonią i wyspą Ozylią. Niemieckojęzyczna wersja w mniejszym formacie pt. „Terra Mariana 1186-1888, Reproduktionen des von den römischen Katholiken hiesiger Provinzen Sr. Heiligkeit Leo XIII. zum Jubiläum 1888 dargebrachten Album”. (Riga: Verlag Alexander Grosset, 1903), ukazała się w 1903 r. w Rydze.
W 1892 roku Gustaw Manteuffel ukończył wielkie dzieło, będące ukoronowaniem jego historycznej pasji związanej z Inflantami, pt. „Zarysy z dziejów krain dawnych inflanckich”. Praca ta stała się przedmiotem polemik i ostrego sporu pomiędzy autorem a historykami warszawskimi i krakowskimi (Gustaw Manteuffel oskarżany był o tendencyjność katolicką, antyprotestantyzm, nieuczciwość historyczną itd.), na skutek którego książka nie została dopuszczona do druku, opublikowane zostały jedynie niektóre jej fragmenty, jak „Pierwiastki cywilizacji nad dolną Dźwiną”. (Warszawa 1894), „Księstwo Inflanckie
XVII-XVIII stulecia” („Przegląd Powszechny” 1896-97), czy „O starodawnej szlachcie krzyżacko-rycerskiej na kresach inflanckich” (Lwów 1910), „Cywilizacja, literatura i sztuka w dawnej kolonii zachodniej nad Bałtykiem” (Lwów 1896, Kraków 1897).
Swojemu macierzystemu uniwersytetowi w Dorpacie poświęcił księgę pamiątkowa pt. „Z dziejów Dorparu i byłego Uniwersytetu Dorpackiego” (Warszawa 1911), pisał także przewodniki turystyczne: „Tum ryski i jego ciekawsze zabytki” (Kraków 1904) oraz „Przewodnik po Rydze i jej okolicach” (Ryga 1906). Zajmował się historią kościoła katolickiego w Inflantach, pisał kronikę rodziny Manteufflów, poświęcał osobne artykuły wybitnym postaciom historii i kultury krajów bałtyckich. Jako skrupulatny zbieracz publikacji związanych z Inflantami, ułożył także cztery wykazy bibliograficzne w Bibliographische Notiz über lettische Schriften welche von 1604 bis 1871 in der hochlettischen oder sog. oberländdischen resp. polnisch-livländischen Mundrat veröffentlicht worden sind,in rein chronologischer Ordnung zusammengestellt von...b.m.dr w 1880, Bibliografija inflancko-polska (obejmuje dzieła traktujące o Inflantach polskich...od roku 1567 do 1905-go) (Poznań 1906); Przegląd inflanckiej literatury historycznej od XII-go do XX-go stulecia. (Warszawa 1906); Materialien zu einem bibliographischen Verzeichniss kleinerer und grösserer von Gustaw Baron Manteuffel im Druck erschienener Arbeiten (Riga 1906).
W roku 1912, wskutek wylewu i częściowego paraliżu, Gustaw Manteuffel praktycznie zaprzestał działalności pisarskiej i wydawniczej, wydając jedynie ostatnią swoją większą pracę pt. „Nieco z dziejów dawnego Księstwa Inflanckiego i wybitniejszych postaci tego województwa od XVII do XIX stulecia”, umieszczoną w księdze zbiorowej pt. „Z okolic Dźwiny”. Zmarł 24 kwietnia 1916 roku w Bonifacowie w Inflantach Polskich i został pochowany obok grobu rodziców przy kościele parafialnym w rodzinnych Drycanach. Przez wiele lat na nagrobku widniał jedynie napis w języku łacińskim oraz płyta z tekstem łatgalskim, gdzie mowa o „przyjacielu Łotyszy”. Dopiero w październiku 2006 roku umieszczona została płyta z polskim napisem: „Miejsce wiecznego spoczynku Gustawa Manteuffla 1832-1916, wybitnego historyka, prawnika, etnografa”

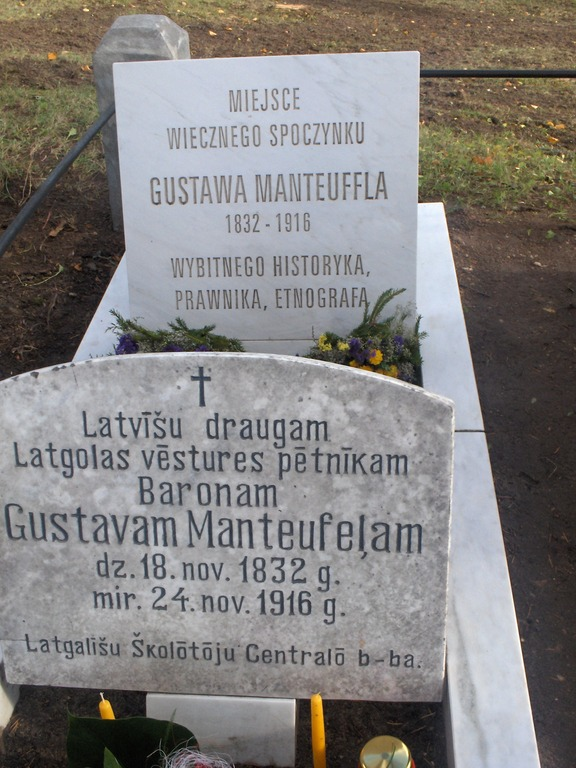
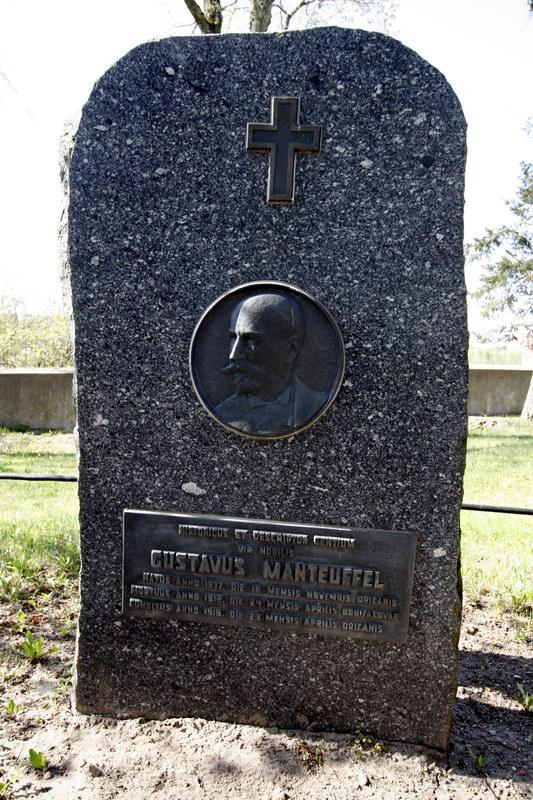

## Publikacje
- Darstellung der völkerseerechtlichen Grundsätze über die Blockade, Dorpat 1860.
- Kû sieukuram tyci gam barnam musu Katoliszkas Baznicas wajaga darejt tagodejûs łajkûs kur tik daudz dzierdim runo jut ap dzierszonu un nadzierszonu brandwîna?, H.Laakmann, Dorpat 1860.
- Nutykszonas Biblias, H.Laakmann, Dorpat 1860 i 1861.
- Swetiszona gorejga sâtas, M. Orgelbrand, Wilno 1861.
- Nulikszonas ap ziemnikim izgojuszym nu dzymtigas pidareszonas, wyd. J.Ohryzko, Petersburg 1862.
- Lettische Volkslieder gesammelt in der Gegend von Kraslaw im Dünaburgschen von Comtesse Celine Plater und in der Gegend von Dritzan im Rositenschen von Baron Gustaw Manteuffel, Magazin der lettisch-literärischen Gesellschaft, Mitau 1869, t.XIV, z.2, s. 162-206.
- Inflantuziemies Łajkagromata uz 18...godu, Ryga 1861-65 i 1868–1870, Dorpat 1866-67.
- Polnisch-Livland, A.Kummel. Riga 1869.
- Pilniga gromota Lyugszonu, Dorpat 1870.
- Inflanty Polskie poprzedzone ogólnym rzutem oka na siedmiowiekowa przeszłość całych Inflant, Księgarnia Jana Konstantego Żupańskiego, Poznań 1879.
- Bibliographische Notiz über lettische Schriften welche von 1604 bis 1871 in der hochlettischen oder sog. oberländischen resp. polnisch-livländischen Mundart veröffentlicht worden sind, in rein chronologischer Ordnung zusammengestellt von... Riga 1880.
- Dziśmie ap Swatu Donatu Numucitu, Drukiem W. Łebińskiego w Poznaniu. 1881.
- Lucyn w Inflantach, Kraków 1884.
- Upadek państwa inflanckiego, Lwów 1894.
- Piltyń i archiwum piltyńskie, Drukarnia J.Bergera, Warszawa 1884.
- Słupi Róg i jego stosunek do poezji ludowej Łotyszów naddźwińskich, Kraków 1885.
- Ruiny i przeszłość warowni Felińskiej, Kłosy 1885, t. XLI.
- Zamek Kryżbork w guberni witebskiej, „Kłosy” 1886, t.XLII.
- Listy z nad Bałtyku, Anczyc i Spółka. Kraków 1886.
- Bibliographische Notiz über lettische Schriften welche von 1604 bis 1871 in der hochlettischen oder sog. oberländischen resp. polnisch-livländischen Mundart veröffentlicht worden sind, in rein chronologischer Ordnung zusammengestellt von... M.Kymmel Riga 1886, Magazin der lettisch-literarischen Gesellschaft, t.XVII s.181-205.
- Ruiny i przeszłość Kokenhuzy, Kłosy 1887, t.XLV.
- Wolkenberg w Inflantach, Biblioteka Warszawska 1887, t. IV, z. 3.
- Pierwiastki cywilizacji nad dolną Dźwiną, Warszawa 1894.
- Upadek państwa inflanckiego, Lwów 1894.
- Przewroty w dziejach księstwa kurlandzkiego XVIII w, Kraków 1896.
- Księstwo Inflanckie XVII-XVIII stulecia, Przegląd Powszechny 1896-97.
- Cywilizacja, literatura i sztuka w dawnej kolonii zachodniej nad Bałtykiem, Lwów 1896. Kraków 1897.
- Z ziemi pagórków leśnych, z ziemi łąk zielonych: książka zbiorowa poświęcona pamięci Adama Mickiewicza w stuletnią rocznicę jego urodzin 1798-1898. Łotwa i jej pieśni gminne, s. 166-260. Wilno 1900.
- Krasław w Inflantach Polskich, Warszawa 1901.
- Notatki o dziejach wiary rzymskokatolickiej w Rydze 1201-1901 r., Kronika Rodzinna, Warszawa 1902.
- Terra Mariana 1186-1888. Reproduktionen des von den römischen Katholiken hiesiger Provinzen Sr. Heiligkeit Leo XIII. zum Jubiläum 1888 dargebrachten Album, Riga, Verlag Alexander Grosset, 1903.
- Pamiętnik z podróży na Zjazd historyczny imienia Jana Długosza w maju 1880 roku otbytej, wyd. Wł.Łozińskiego, Lwów 1903.
- Tum ryski i jego ciekawsze zabytki, Wydawnicza Polska, Kraków 1904.
- Z dziejów Kościoła w Inflantach i Kurlandyi (od XVI-go do XX-go stulecia), Gazeta Rolnicza, Warszawa 1905.
- Przewodnik po Rydze i jej okolicach. (Ryga 1906).
- Bibliografija inflancko-polska (obejmuje dzieła traktujące o Inflantach polskich...od roku 1567 do 1905-go), Poznań 1906.
- Przegląd inflanckiej literatury historycznej od XII-go do XX-go stulecia, Warszawa 1906.
- Materialien zu einem bibliographischen Verzeichniss kleinerer und grösserer von Gustaw Baron Manteuffel im Druck erschienener Arbeiten, Riga 1906.
- Bibliografija inflancko-polska (obejmuje dzieła traktujące o Inflantach polskich... od roku 1567 do 1905-go, Poznań 1906.
- O starodawnej szlachcie krzyżacko-rycerskiej na kresach inflanckich, Księgarnia Gubrynowicza, Lwów 1910.
- Z dziejów starostwa Maryenhauzkiego, Kwartalnik litewski 1910.
- Z dziejów Dorpatu i byłego Uniwersytetu Dorpackiego, E.Wende i Sp., Warszawa 1911.
- Nieco z dziejów dawnego Księstwa Inflanckiego i wybitniejszych postaci tego województwa od XVII do XIX stulecia, Z okolic Dźwiny, Witebsk. 1912.
- Zarysy z dziejów krain dawnych inflanckich czyli Inflant właściwych (tak szwedzkich jako i polskich) Estonii z Ozylią, Kurlandii i Ziemi Piltyńskiej, wstęp, red. i oprac. tekstu Krzysztof Zajas, Kraków: Towarzystwo Autorów i Wydawców Prac Naukowych Universitas 2007.
- Inflanty polskie oraz Listy znad Bałtyku., wstęp, red. i oprac. Krzysztof Zajas, Kraków: Towarzystwo Autorów i Wydawców Prac Naukowych Universitas 2009. Pisma wybrane, t. 1.